# Mitmita
Mitmita je prášková kořenící směs používaná v Etiopii. Má oranžovočervenou barvu a obsahuje mleté africké chilli papričky piri-piri, kororimu (Aframomum corrorima, zvaná též etiopský kardamom), hřebíček a sůl.  Někdy obsahuje i další druhy koření, např. skořici, římský kmín a zázvor.
Směs se používá k marinování pokrmu kitfo ze syrového hovězího masa a lze jí také posypat ful medames (pokrm z dušeného koňského bobu). Vedle toho se používá jako běžné koření k dochucení jídel nebo se klade lžičkou na placku indžery k omáznutí jednotlivých soust.